# Puerto Tirol
Puerto Tirol est une ville de la province du Chaco, en Argentine, et le chef-lieu du département de Libertad. Elle se trouve au bord du Rio Negro, à 14 km au nord-ouest de Resistencia. Sa population s'élevait à 9 763 habitants en 2001.

## Histoire
La ville a été fondée par des descendants d'Italiens venus du Tyrol du Sud, d'où son nom de Puerto Tirol.

## Galerie
|  |  |